# Telipogon tupayachii
Telipogon tupayachii là một loài thực vật có hoa trong họ Lan. Loài này được Nauray & A.Galán mô tả khoa học đầu tiên năm 2008.